# Kronprinz-Friedrich-Wilhelm-Erbstollen
Der Kronprinz-Friedrich-Wilhelm-Erbstollen (Beschriftung: „Kronprinz Friedrich Wilhelm Erbstolln“ und von der Jahreszahl „1825“ umschlossener preußischer Adler) im Kreuztaler Ortsteil Ernsdorf wurde 1826 angehauen und diente zur Lösung der Martinshardter Gruben zwischen Littfeld und Müsen, in erster Linie aber als tieferer Erbstollen der Grube Stahlberg.

## Geschichte

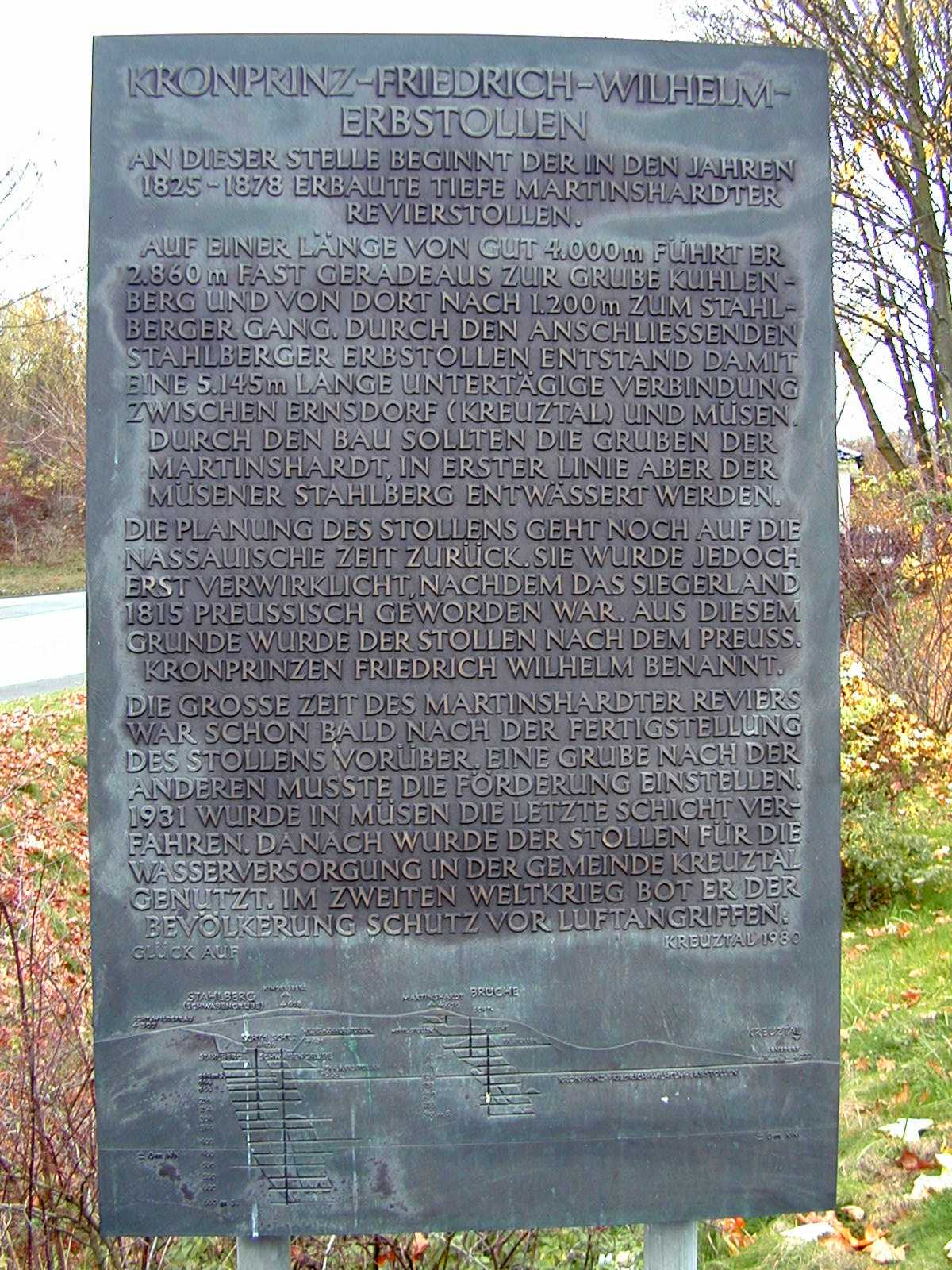
Infotafel vor dem Stollen

Der Stollen wurde am 16. August 1826 als Tiefer Martinshardter Stollen angelegt und bis 1878 auf eine Länge von 4053 m bis zum Stahlberger Schacht gebaut. Dort traf er in 144 m Teufe auf den Schacht. Mit dem Stahlberger Erbstollen wurde eine 5145 m lange untertägige Verbindung zwischen Ernsdorf und Müsen geschaffen. Nach Schätzungen vor dem Bau sollte dieser 86 Jahre dauern und der Stollen so 1912 fertig sein. Die Kosten sollten 125.000 Taler betragen. Angeschlossen wurden neben der Grube Stahlberg die Gruben Kuhlenberg und Wilder Mann mit angeschlossenen Gruben in Ferndorf und nach der Jahrhundertwende die Gruben Altenberg und Silberardt.
Trotz langer Planungen wurde der Stollen erst 1825 gebaut, nachdem das Siegerland 1815 preußisch geworden war. Nach dem preußischen Kronprinzen Friedrich Wilhelm wurde er benannt. Am 16. Oktober 1833 besuchte dieser den Stollen, der 1834 gerade einmal eine Länge von 104 m erreichte. Bis 1856 finanzierte der preußische Staat den Bau des Stollens, danach der Cöln-Müsener Bergwerksverein. Nach 2860 m erreichte der Stollen um 1865 die Grube Kuhlenberg. Ab 1870 begann man vom Stahlberger Schacht aus dem Stollen entgegenzubauen und traf sich so nur acht Jahre später. Bis 1931 diente der Stollen als Erbstollen der Grube Stahlberg. Diese wurde als letzte der Umgebung geschlossen.
Ausgerüstet war der Stollen mit einer Dampfmaschine mit 12 PS Stärke. 1854 zählte der Stollen 13 Belegschaftsmitglieder. Bei 1.000 m Länge war ein Wetterschacht angelegt. Dieser war 74 m tief, ein 78 m tiefer Schacht wurde zusätzlich angelegt.
Es wurden folgende Längen erreicht:
| - 1852: 1.630 m - 1853: 1.731 m - 1854: 1.811 m - 1855: 1.884 m | - 1856: 1.965 m - 1857: 2.051 m - 1858: 2.125 m | - 1859: 2.188 m - 1860: 2.247 m - 1862: 2.401 m | - 1863: 2.493 m - 1864: 2.689 m - 1865: 2.768 m |

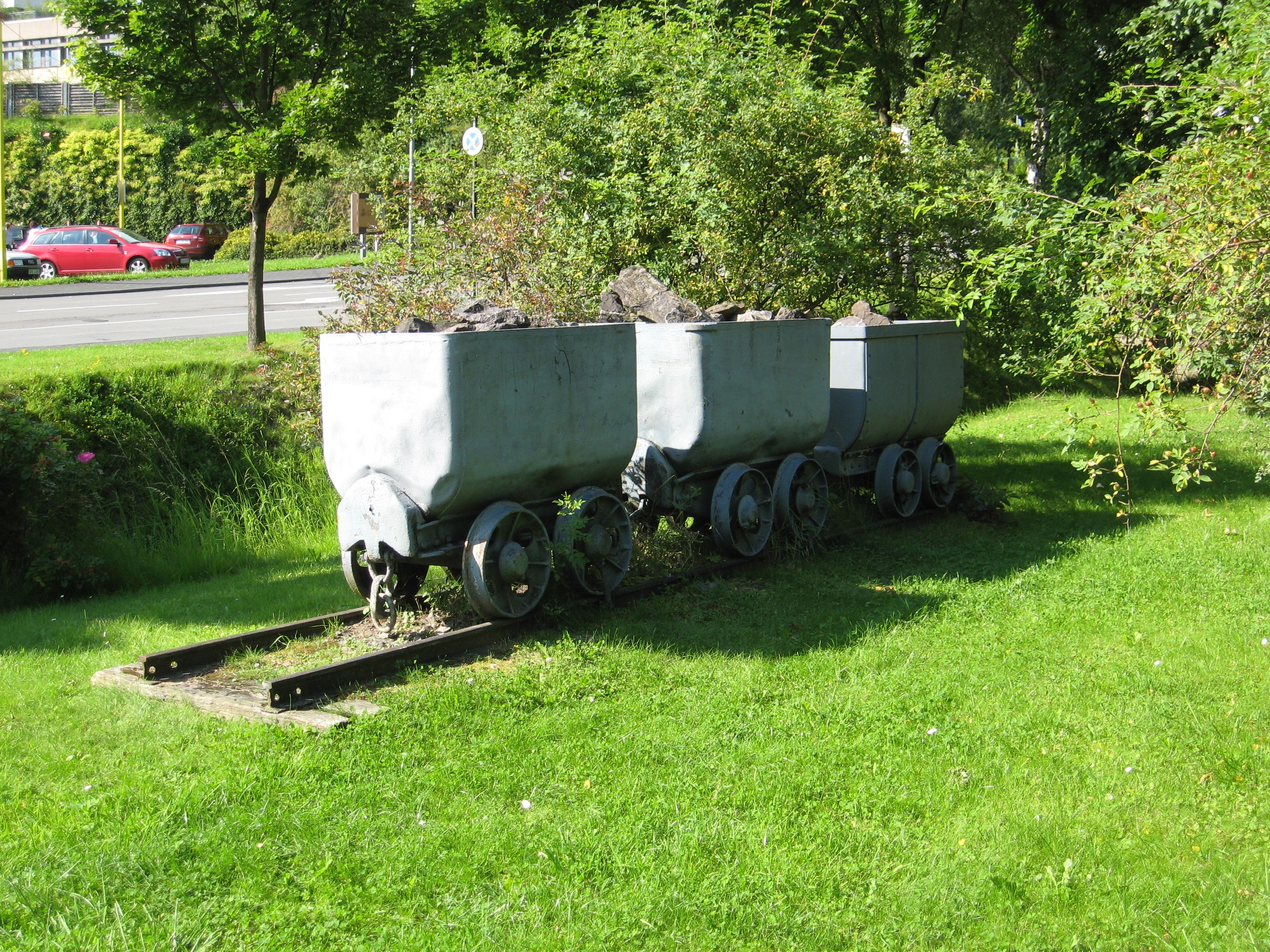
Aufgestellte Hunte auf der Wiese vor dem Mundloch.

Gegenüber dem Stollen wurde um 1865 das sogenannte Stollenhäuschen gebaut. Im Haus waren ein Arbeitszimmer für den jeweiligen Steiger und Materiallager für alles, was im Stollen gebraucht wurde. Vor der Einfahrt in den Stollen war das Haus Lied- und Gebetsraum der Bergleute.
Im Zweiten Weltkrieg diente der Stollen als „Schutzbunker“ für die Kreuztaler Bevölkerung, später als Trinkwasserspeicher für Kreuztal. 1980 wurden vor dem Stollen eine Gedenk- und Infotafel mit einem Querschnitt der Gruben Stahlberg und Brüche sowie drei mit Fels und Abraum beladene Hunte aufgestellt. Das Stollenhäuschen bekam ebenfalls eine Infotafel.
Am 25. März 1985 wurde der Stollen unter Denkmalschutz gestellt und so für die Nachwelt erhalten.